# Marcella Liburd
Marcella Liburd (sinh năm 1953) là một chính trị gia người Kitt. Được đào tạo như một giáo viên và sau đó là một luật sư và luật sư, Liburd là người phụ nữ đầu tiên làm Chủ tịch Quốc hội Saint Kitts và Nevis. Bà đã phục vụ ở nhiều vị trí Bộ trưởng khác nhau, với tư cách là Thủ tướng, và là Chủ tịch hiện tại của phe đối lập cho Đảng Lao động. Bà là người phụ nữ đầu tiên làm Chủ tịch trong tổ chức 81 tuổi này.

## Đầu đời
Marcella Liburd sinh ngày 10 tháng 7 năm 1953 tại Basseterre, Saint Kitts, St. Kitts và Nevis  bởi Anne Eliza (nhũ danh Martin) và Clement Liburd. Sau khi theo học trường nữ sinh Basseterre, Liburd tốt nghiệp trường trung học Basseterre. Bà đã lấy bằng Cử nhân Nghệ thuật của Đại học West Indies năm 1976.

## Nghề nghiệp
Liburd trở về từ nước ngoài và bắt đầu giảng dạy tại trường trung học Basseterre và Cayon. Bà trở lại với việc học của mình, lấy bằng Cử nhân Luật năm 1992 từ Trường Luật Norman Manley (NMLS), nơi bà tiếp tục việc học của mình, nhận được Chứng chỉ Giáo dục Pháp lý từ NMLS vào năm 1994. Sau khi Liburd được nhận làm luật sư và luật sư cho Tòa án tối cao miền Đông năm 1994, bà bắt đầu sự nghiệp chính trị. Bà được bổ nhiệm làm Bí thư Đảng Lao động năm 1997. Năm 2004, bà trở thành Chủ tịch Quốc hội,  người phụ nữ đầu tiên phục vụ trong tư cách đó ở trong nước. Liburd phục vụ cho đến năm 2008, khi bà tham gia với tư cách là ứng cử viên cho Quốc hội số 2, St. Kitts và được bầu làm Thành viên Nghị viện.
Liburd đã soạn thảo luật bao gồm Đạo luật Bạo hành Gia đình và Đạo luật Trả lương công bằng. Bà đã từng là Bộ trưởng Bộ Y tế, Dịch vụ Xã hội, Phát triển Cộng đồng, Văn hóa và Giới tính,  cũng như Quyền Thủ tướng. Năm 2011, Liburd đã được giới thiệu trong một cuộc triển lãm được quảng bá bởi nhiều bộ phận của Chính phủ Saint Kitts và Nevis để làm nổi bật những thành tựu nổi bật của phụ nữ.
Năm 2013, Liburd trở thành người phụ nữ đầu tiên được bầu làm Chủ tịch Đảng Lao động trong lịch sử 81 năm. 

### Trích dẫn
1. 1 2 3 4 5  Caribbean Elections 2016.
2. ↑  St. Kitts National Archives 2010.
3. ↑  Williams 2009.
4. 1 2  MIY Vue News 2011.
5. ↑  Williams 2013.
6. ↑  Frederick 2013.
7. ↑  Antigua Observer 2016.